# Szupermély fúrás a Kola-félszigeten

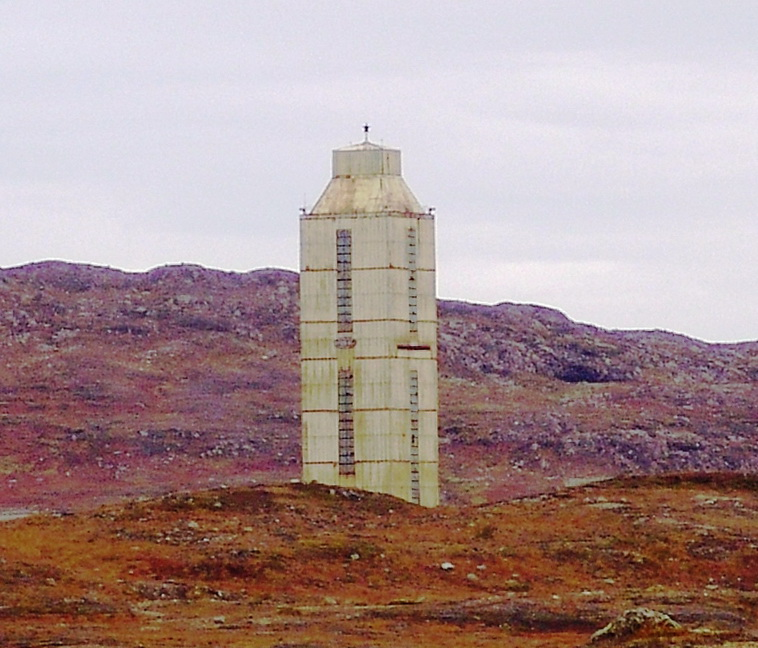
A fúrótorony (2007)

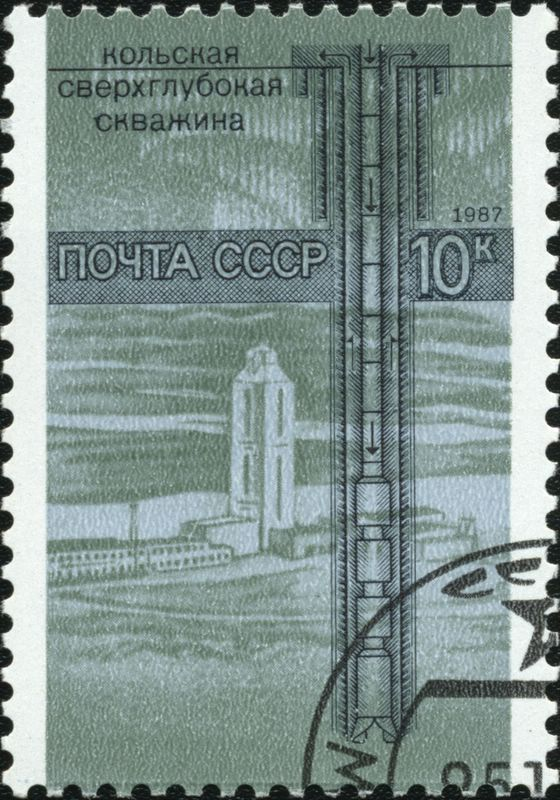
1987-es szovjet bélyeg a fúrásról

A szupermély fúrás a Kola-félszigeten (SzG-3), oroszul Кольская сверхглубокая скважина (СГ-3) a Szovjetunió egy tudományos kutató mélyfúrása volt a Kola-félszigeten. Az eredeti terv szerint a mélyfúrással 15 000 m mélységet akartak elérni, ezzel átfúrták volna a földkérget és a földköpenyt határoló Mohorovičić-felületet. A fúrás helyét a Murmanszki területen fekvő Zapoljarnij várostól 10 km-re nyugatra jelölték ki, ugyanis a mérések szerint itt volt a Mohorovičić-felület legkisebb mélységben. A fúrást 1970. május 24-én kezdték meg a Kola-félszigeten először az Uralmas-4E, majd az Uralmas-15000 típusú fúrótoronnyal. Több fúrólyukat mélyítettek a központi lyuk elágaztatásásval. Az SzG-3 jelű legmélyebb fúrás 1989-ben elérte a 12 262 méter mélységet, ami 2008-ig a legmélyebb ember alkotta mélyfúrás volt: jelenleg a leghosszabb fúrólyuk, melyet valaha is készítettek, a 12 290 méter hosszú Maersk BD-04A olajkút Al-Shaheennál Katarban.

## A fúrás
1979-ben az oklahomai Bertha Rogers mélyfúrás tartotta a világrekordot 9583 m-rel. 1983-ban a Kola-félszigeti fúrólyuk elérte a 12 000 méteres mélységet, ekkor a fúrást leállították egy évre az 1984-ben Moszkvában megrendezett Nemzetközi Geológiai Kongresszusig. A fúrást 1984. szeptember 27-én folytatták, azonban 12 066 m-nél a fúrócső elcsavarodott és egy 5000 m-es darabja leszakadt bennmaradva a fúrólyukban. A fúrást később újrakezdték 7000 m-ről, 1989-ben a fúrófej 12 262 méteres mélységet ért el. Úgy számoltak, hogy még 1990-ben elérik a 13 000 métert és 1993-ban a tervezett 15 000 métert. Ezzel szemben, mivel a hőmérséklet a várt 100 °C helyett 180 °C értékre emelkedett, a további mélyítést megvalósíthatatlannak ítélték és a munkát 1992-ben leállították. Számítások szerint a tervezett 15 000 méteren a hőmérséklet 300 °C-ra nőtt volna, ezen a hőmérsékleten pedig a fúrófej már nem működött volna.

## Más kutatások

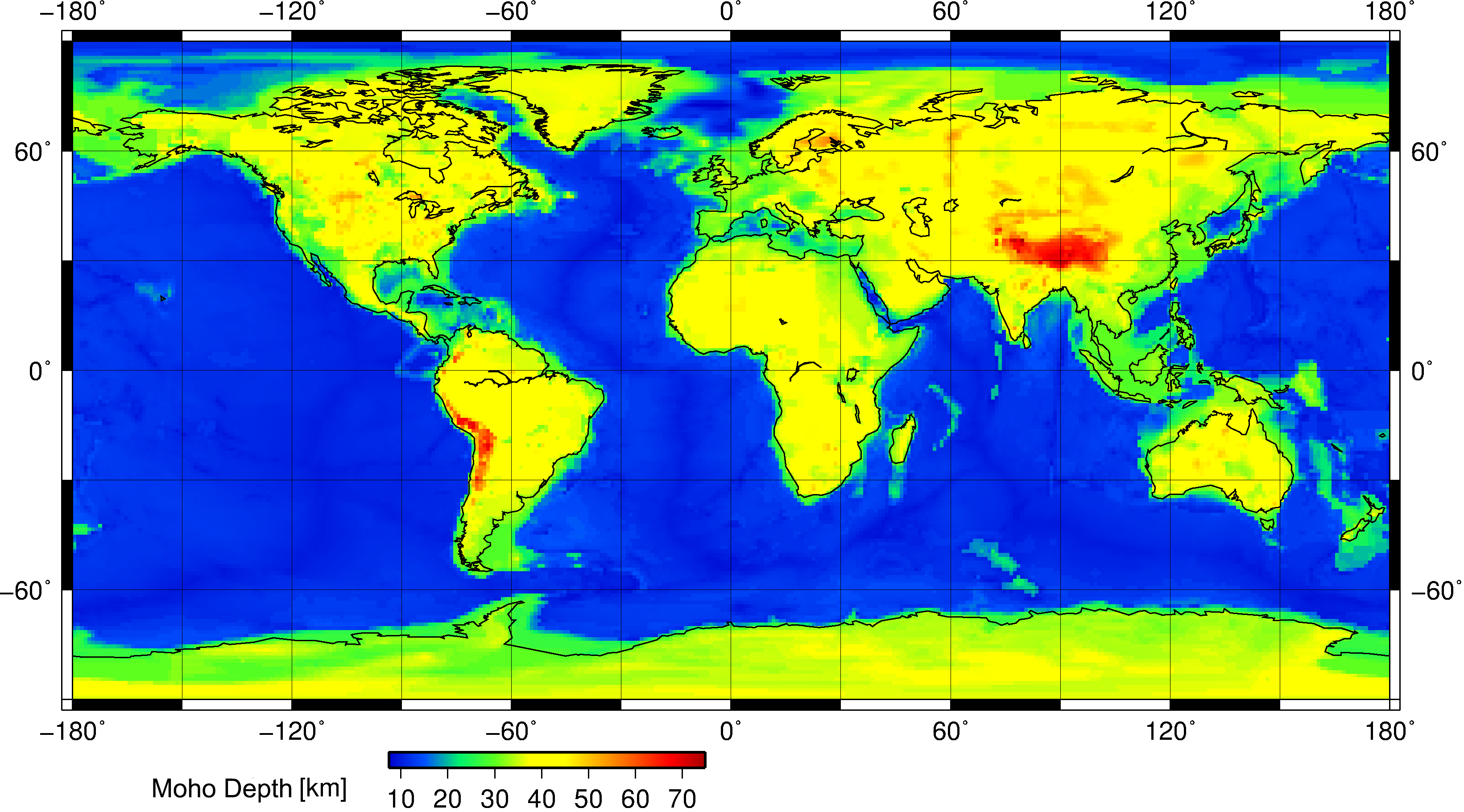
A földkéreg szerkezetét leíró Mohorovičić-felületet Andrija Mohorovičić horvát geofizikusról nevezték el

Az Amerikai Egyesült Államok hasonló programot indított 1957-ben, melyet Mohole programnak neveztek, mely a Mexikó partja közelében Csendes-óceán alatti kérget tervezte átfúrni. Néhány kezdeti fúrás után azonban a programot 1966-ban leállították pénzhiány miatt. Azóta több hasonló program is indult, mind a tengeri fúrások technikájának alapján: a Mélytengeri fúrás program (Deep Sea Drilling Project), az Óceánfúrási program, (Ocean Drilling Program) és a jelenleg is folyó Integrált óceánfúrási program (Integrated Ocean Drilling Program).

## Fordítás
- Ez a szócikk részben vagy egészben  a   Kola Superdeep Borehole című angol Wikipédia-szócikk ezen változatának fordításán alapul.  Az eredeti cikk szerkesztőit annak laptörténete sorolja fel. Ez a jelzés csupán a megfogalmazás eredetét és a szerzői jogokat jelzi, nem szolgál a cikkben szereplő információk forrásmegjelöléseként.
- Ez a szócikk részben vagy egészben  a(z)   Кольская сверхглубокая скважина című orosz Wikipédia-szócikk ezen változatának fordításán alapul.  Az eredeti cikk szerkesztőit annak laptörténete sorolja fel. Ez a jelzés csupán a megfogalmazás eredetét és a szerzői jogokat jelzi, nem szolgál a cikkben szereplő információk forrásmegjelöléseként.